# ويليام ماديسون وود
ويليام ماديسون وود (بالإنجليزية: William Madison Wood)‏ هو شخصية أعمال أمريكي، ولد في 18 يونيو 1858، وتوفي في 2 فبراير 1926.